# Danh sách sân vận động bóng đá theo sức chứa
Sau đây là danh sách các sân vận động bóng đá theo sức chứa. Chúng được sắp xếp theo sức chứa chỗ ngồi, là số lượng khán giả tối đa mà sân vận động có thể chứa được. Tất cả các sân vận động đều có sức chứa tối thiểu 40.000 chỗ ngồi, là sức chứa tối thiểu cần thiết cho một sân vận động để tổ chức các trận chung kết World Cup.
Danh sách này bao gồm cả các sân vận động được sử dụng riêng cho bóng đá và những sân vận động được sử dụng cho các môn thể thao khác cùng với bóng đá. Một số sân vận động chỉ được sử dụng bởi một đội cho một số trận đấu có lượng khán giả cao, như trận derby hoặc trận đấu cúp.
| chữ đậm | Biểu thị rằng sân vận động đã từng là sân vận động bóng đá lớn nhất thế giới. |
| ♦       | Biểu thị sân vận động bóng đá lớn nhất trong cả nước hoặc khu vực.            |

| TT  | Sân vận động                                        | Sức chứa | Quốc gia               | Thành phố                   | Đội chủ nhà                                                                                  |
| --- | --------------------------------------------------- | -------- | ---------------------- | --------------------------- | -------------------------------------------------------------------------------------------- |
| 1   | Sân vận động mùng 1 tháng 5 Rungrado ♦              | 114.000  | CHDCND Triều Tiên      | Bình Nhưỡng                 | Đội tuyển bóng đá quốc gia CHDCND Triều Tiên                                                 |
| 2   | Sân vận động Michigan ♦                             | 107.601  | Hoa Kỳ                 | Ann Arbor                   | Michigan Wolverines                                                                          |
| 3   | Melbourne Cricket Ground ♦                          | 100.024  | Úc                     | Melbourne                   | Đội tuyển bóng đá quốc gia Úc                                                                |
| 4   | Camp Nou ♦                                          | 99.354   | Tây Ban Nha            | Barcelona                   | FC Barcelona                                                                                 |
| 5   | Sân vận động FNB ♦                                  | 94.736   | Nam Phi                | Johannesburg                | Đội tuyển bóng đá quốc gia Nam Phi, Kaizer Chiefs F.C.                                       |
| 6   | Rose Bowl                                           | 92.542   | Hoa Kỳ                 | Pasadena, California        | UCLA Bruins                                                                                  |
| 7   | Sân vận động Wembley ♦                              | 90.000   | Anh                    | Luân Đôn                    | Đội tuyển bóng đá quốc gia Anh                                                               |
| 8   | Sân vận động Azteca ♦                               | 87.523   | México                 | Thành phố México            | Club América, Cruz Azul, Đội tuyển bóng đá quốc gia México                                   |
| 9   | Sân vận động Quốc gia Bukit Jalil ♦                 | 87.411   | Malaysia               | Kuala Lumpur                | Đội tuyển bóng đá quốc gia Malaysia                                                          |
| 10  | Sân vận động Lusail Iconic ♦                        | 86.000   | Qatar                  | Lusail                      | Đội tuyển bóng đá quốc gia Qatar                                                             |
| -   | Sân vận động Borg El Arab ♦                         | 86.000   | Ai Cập                 | Alexandria                  | Đội tuyển bóng đá quốc gia Ai Cập, Al Ittihad, Smouha                                        |
| 12  | Sân vận động Salt Lake ♦                            | 85.000   | Ấn Độ                  | Kolkata                     | Đội tuyển bóng đá quốc gia Ấn Độ, ATK, Mohun Bagan, East Bengal, Mohammedan                  |
| 13  | Sân vận động Australia                              | 83.500   | Úc                     | Sydney                      | Đội tuyển bóng đá quốc gia Úc                                                                |
| 14  | Sân vận động MetLife                                | 82.500   | Hoa Kỳ                 | East Rutherford, New Jersey |                                                                                              |
| -   | Croke Park ♦                                        | 82.500   | Cộng hòa Ireland       | Dublin                      | Hiệp hội thể thao Gaelic                                                                     |
| 16  | Sân vận động Quốc tế Jakarta ♦                      | 82.000   | Indonesia              | Jakarta                     | Persija Jakarta                                                                              |
| -   | FedExField                                          | 82.000   | Hoa Kỳ                 | Landover, Maryland          |                                                                                              |
| 18  | Signal Iduna Park ♦                                 | 81.365   | Đức                    | Dortmund                    | Borussia Dortmund                                                                            |
| 19  | Stade de France ♦                                   | 81.338   | Pháp                   | Saint-Denis                 | Đội tuyển bóng đá quốc gia Pháp                                                              |
| 20  | Sân vận động Santiago Bernabéu                      | 81.044   | Tây Ban Nha            | Madrid                      | Real Madrid C.F.                                                                             |
| 21  | Sân vận động Luzhniki ♦                             | 81.000   | Nga                    | Moskva                      |                                                                                              |
| 22  | Sân vận động Shah Alam                              | 80.372   | Malaysia               | Shah Alam                   | Selangor FA                                                                                  |
| 23  | Sân vận động tượng đài "U" ♦                        | 80.093   | Peru                   | Lima                        | Club Universitario de Deportes                                                               |
| 24  | Sân vận động Giuseppe Meazza (San Siro) ♦           | 80.018   | Ý                      | Milan                       | A.C. Milan và Inter Milan                                                                    |
| 25  | Sân vận động Olympic Quảng Đông ♦                   | 80.012   | Trung Quốc             | Quảng Châu                  | Quảng Châu Hằng Đại Đào Bảo                                                                  |
| 26  | Sân vận động AT&T ♦                                 | 80.000   | Hoa Kỳ                 | Arlington, Texas            | Dallas Cowboys                                                                               |
| -   | Sân vận động Martyrs ♦                              | 80.000   | Cộng hòa Dân chủ Congo | Kinshasa                    | Đội tuyển bóng đá quốc gia Cộng hòa Dân chủ Congo và AS Vita Club                            |
| -   | Sân vận động Thể thao Quốc gia ♦                    | 80.000   | Zimbabwe               | Harare                      | Đội tuyển bóng đá quốc gia Zimbabwe                                                          |
| -   | Sân vận động Quốc gia Bắc Kinh                      | 80.000   | Trung Quốc             | Bắc Kinh                    |                                                                                              |
| 30  | Sân vận động Maracanã ♦                             | 78.838   | Brasil                 | Rio de Janeiro              | Đội tuyển bóng đá quốc gia Brasil, CR Flamengo, Fluminense FC, Botafogo FR, CR Vasco da Gama |
| 31  | Đấu trường Tưởng niệm Los Angeles                   | 78.467   | Hoa Kỳ                 | Los Angeles                 |                                                                                              |
| 32  | Sân vận động Azadi ♦                                | 76.124   | Iran                   | Tehran                      | Đội tuyển bóng đá quốc gia Iran, Esteghlal F.C., Persepolis F.C.                             |
| 33  | Sân vận động Gelora Bung Karno                      | 77.193   | Indonesia              | Jakarta                     | Đội tuyển bóng đá quốc gia Indonesia, Persija Jakarta                                        |
| 34  | Sân vận động Olympic Atatürk ♦                      | 76.761   | Thổ Nhĩ Kỳ             | Istanbul                    |                                                                                              |
| 35  | Old Trafford                                        | 75.731   | Anh                    | Manchester                  | Manchester United F.C.                                                                       |
| 36  | Allianz Arena                                       | 75.024   | Đức                    | Munich                      | FC Bayern Munich                                                                             |
| 37  | Sân vận động Quốc tế Aleppo ♦                       | 75.000   | Syria                  | Aleppo                      | Al-Ittihad                                                                                   |
| -   | Sân vận động Naghsh-e-Jahan                         | 75.000   | Iran                   | Isfahan                     | Sepahan S.C.                                                                                 |
| 39  | Sân vận động Thiên niên kỷ ♦                        | 74.500   | Wales                  | Cardiff                     | Đội tuyển bóng đá quốc gia Wales                                                             |
| 40  | Sân vận động Quốc tế Cairo                          | 74.100   | Ai Cập                 | Cairo                       | Đội tuyển bóng đá quốc gia Ai Cập, Al Ahly, Zamalek                                          |
| 41  | Sân vận động Olympic                                | 74.064   | Đức                    | Berlin                      | Hertha BSC                                                                                   |
| 42  | Sân vận động Mercedes-Benz                          | 73.009   | Hoa Kỳ                 | Atlanta, Georgia            | Atlanta United FC                                                                            |
| 43  | Sân vận động Olimpico                               | 72.698   | Ý                      | Roma                        | A.S. Roma, S.S. Lazio                                                                        |
| 44  | Sân vận động Quốc tế Yokohama ♦                     | 72.327   | Nhật Bản               | Yokohama                    | Yokohama F. Marinos                                                                          |
| 45  | Sân vận động NRG                                    | 71.054   | Hoa Kỳ                 | Houston, Texas              | Đội tuyển bóng đá quốc gia Hoa Kỳ và Houston Dynamo                                          |
| 46  | Sân vận động tượng đài Antonio Vespucio Liberti ♦   | 70.074   | Argentina              | Buenos Aires                | Đội tuyển bóng đá quốc gia Argentina, River Plate                                            |
| 47  | Khu liên hợp thể thao quốc gia Olimpiyskiy ♦        | 70.050   | Ukraina                | Kiev                        | Đội tuyển bóng đá quốc gia Ukraina, FC Dynamo Kyiv                                           |
| 48  | Sân vận động Olympic Seoul                          | 69.950   | Hàn Quốc               | Seoul                       | Đội tuyển bóng đá quốc gia Hàn Quốc, Seoul E-Land FC                                         |
| 49  | Sân vận động Olympic Baku ♦                         | 69.870   | Azerbaijan             | Baku                        | Đội tuyển bóng đá quốc gia Azerbaijan                                                        |
| 50  | Sân vận động Olympic ♦                              | 69.618   | Hy Lạp                 | Athens                      | Đội tuyển bóng đá quốc gia Hy Lạp, AEK Athens, Panathinaikos F.C.                            |
| 51  | Sân vận động Quốc gia Mané Garrincha                | 69.349   | Brasil                 | Brasília                    | Đội tuyển bóng đá quốc gia Brasil, Brasília FC, Legião FC                                    |
| 52  | Sân vận động Olympic                                | 69.250   | Đức                    | Munich                      |                                                                                              |
| 53  | CenturyLink Field                                   | 69.000   | Hoa Kỳ                 | Seattle, Washington         | Seattle Sounders FC                                                                          |
| 54  | Sân vận động Olímpico Universitario                 | 68.954   | México                 | Thành phố México            | UNAM Pumas                                                                                   |
| 55  | Sân vận động Gillette                               | 68.756   | Hoa Kỳ                 | Foxborough, Massachusetts   | New England Revolution                                                                       |
| 56  | Sân vận động Thành phố Thể thao Nhà vua Abdullah ♦  | 68.560   | Ả Rập Xê Út            | Jeddah                      | Đội tuyển bóng đá quốc gia Ả Rập Xê Út, Al-Ahli Saudi FC, Al-Ittihad Saudi FC                |
| 57  | Sân vận động Krestovsky                             | 68.134   | Nga                    | Sankt-Peterburg             | FC Zenit Saint Petersburg                                                                    |
| 58  | Sân vận động Quốc gia Nhật Bản                      | 68.000   | Nhật Bản               | Tokyo                       |                                                                                              |
| 59  | Wanda Metropolitano                                 | 67.703   | Tây Ban Nha            | Madrid                      | Atlético Madrid, CF Rayo Majadahonda                                                         |
| 60  | Sân vận động Vélodrome                              | 67.394   | Pháp                   | Marseille                   | Olympique de Marseille                                                                       |
| 61  | Puskás Aréna ♦                                      | 67.215   | Hungary                | Budapest                    | Đội tuyển bóng đá quốc gia Hungary                                                           |
| 62  | Sân vận động Palaran                                | 67.075   | Indonesia              | Samarinda                   |                                                                                              |
| 63  | Sân vận động Morumbi                                | 67.052   | Brasil                 | São Paulo                   | São Paulo FC                                                                                 |
| 64  | Sân vận động Yadegar-e-Emam                         | 66.833   | Iran                   | Tabriz                      | Tractor Sazi F.C.                                                                            |
| 65  | Sân vận động World Cup Seoul                        | 66.704   | Hàn Quốc               | Seoul                       | Đội tuyển bóng đá quốc gia Hàn Quốc, FC Seoul                                                |
| 66  | Sân vận động Daegu                                  | 66.422   | Hàn Quốc               | Daegu                       | Daegu FC                                                                                     |
| 67  | Sân vận động Công nhân                              | 66.161   | Trung Quốc             | Beijing                     | Bắc Kinh Quốc An, Đội tuyển bóng đá quốc gia Trung Quốc                                      |
| 68  | Sân vận động Luân Đôn                               | 66.000   | Anh                    | Luân Đôn                    | West Ham United F.C.                                                                         |
| 69  | Sân vận động Olympic ♦                              | 65.255   | Canada                 | Montreal                    |                                                                                              |
| 70  | Sân vận động Quốc tế Basra ♦                        | 65.227   | Iraq                   | Basra                       | Đội tuyển bóng đá quốc gia Iraq                                                              |
| 71  | Sân vận động Camping World                          | 65.000   | Hoa Kỳ                 | Orlando, Florida            |                                                                                              |
| 72  | Sân vận động Ánh sáng ♦                             | 64.642   | Bồ Đào Nha             | Lisbon                      | S.L. Benfica                                                                                 |
| 73  | Sân vận động 5 tháng 7 năm 1962 ♦                   | 64.000   | Algérie                | Algiers                     | Đội tuyển bóng đá quốc gia Algérie                                                           |
| 74  | Castelão                                            | 63.903   | Brasil                 | Fortaleza                   | Ceará SC, Fortaleza EC                                                                       |
| 75  | Sân vận động Saitama 2002                           | 63.700   | Nhật Bản               | Saitama                     | Urawa Red Diamonds                                                                           |
| 76  | Sân vận động Ellis Park                             | 62.567   | Nam Phi                | Johannesburg                | Orlando Pirates FC                                                                           |
| 77  | Sân vận động Tottenham Hotspur                      | 62.303   | Anh                    | Luân Đôn                    | Tottenham Hotspur F.C.                                                                       |
| 78  | Veltins-Arena                                       | 62.271   | Đức                    | Gelsenkirchen               | FC Schalke 04                                                                                |
| 79  | Sân vận động Thanh Đảo Côn Sơn                      | 62.000   | Trung Quốc             | Thanh Đảo                   | Thanh Đảo Jonoon F.C.                                                                        |
| 80  | Sân vận động Quốc tế Nhà vua Fahd                   | 61.781   | Ả Rập Xê Út            | Riyadh                      | Đội tuyển bóng đá quốc gia Ả Rập Xê Út, Al-Hilal, Al-Nassr, Al-Shabab                        |
| 81  | Sân vận động Benito Villamarín                      | 60.720   | Tây Ban Nha            | Sevilla                     | Real Betis                                                                                   |
| 82  | Trung tâm Thể thao Olympic Nam Kinh                 | 61.443   | Trung Quốc             | Nam Kinh                    | Giang Tô Tô Ninh                                                                             |
| 83  | Sân vận động Abuja ♦                                | 60.491   | Nigeria                | Abuja                       | Đội tuyển bóng đá quốc gia Nigeria                                                           |
| 84  | Mercedes-Benz Arena                                 | 60.469   | Đức                    | Stuttgart                   | VfB Stuttgart                                                                                |
| 85  | Celtic Park ♦                                       | 60.411   | Scotland               | Glasgow                     | Celtic F.C.                                                                                  |
| 86  | Sân vận động Emirates                               | 60.338   | Anh                    | London                      | Arsenal F.C.                                                                                 |
| 87  | Trung tâm Thể thao Universiade Thâm Quyến           | 60.334   | Trung Quốc             | Thâm Quyến                  | Thâm Quyến Fengpeng F.C.                                                                     |
| 88  | Sân vận động San Paolo                              | 60.240   | Ý                      | Naples                      | Napoli                                                                                       |
| 89  | Sân vận động Jawaharlal Nehru                       | 60.239   | Ấn Độ                  | Kochi                       | Kerala Blasters                                                                              |
| 90  | Sân vận động Centenario ♦                           | 60.235   | Uruguay                | Montevideo                  | Đội tuyển bóng đá quốc gia Uruguay                                                           |
| 91  | Sân vận động Arruda                                 | 60.044   | Brasil                 | Recife                      | Santa Cruz FC                                                                                |
| 92  | Sân vận động 7 tháng 11 ♦                           | 60.000   | Tunisia                | Radès                       | Đội tuyển bóng đá quốc gia Tunisia                                                           |
| -   | Sân vận động Jawaharlal Nehru                       | 60.000   | Ấn Độ                  | New Delhi                   | Delhi Dynamos                                                                                |
| -   | Sân vận động Cần Thơ ♦                              | 60.000   | Việt Nam               | Cần Thơ                     | Cần Thơ F.C.                                                                                 |
| -   | Sân vận động Mogadishu                              | 60.000   | Somalia                | Mogadishu                   | Đội tuyển bóng đá quốc gia Somalia                                                           |
| -   | Sân vận động Trung tâm Thể thao Olympic Hợp Phì     | 60.000   | Trung Quốc             | Hợp Phì                     | Anhui Jiufang                                                                                |
| -   | Itaipava Arena Fonte Nova                           | 60.000   | Brasil                 | Salvador                    | Đội tuyển bóng đá quốc gia Brasil, EC Bahia, EC Vitória, Galícia EC                          |
| -   | Sân vận động Anh hùng Quốc gia ♦                    | 60.000   | Zambia                 | Lusaka                      | Đội tuyển bóng đá quốc gia Zambia                                                            |
| -   | Sân vận động Quốc tế Jaber Al-Ahmad ♦               | 60.000   | Kuwait                 | Thành phố Kuwait            | Đội tuyển bóng đá quốc gia Kuwait                                                            |
| -   | Sân vận động Quốc gia Benjamin Mkapa ♦              | 60.000   | Tanzania               | Dar es Salaam               | Đội tuyển bóng đá quốc gia Tanzania, Young Africans                                          |
| -   | Sân vận động Léopold Sédar Senghor ♦                | 60.000   | Sénégal                | Dakar                       | Đội tuyển bóng đá quốc gia Sénégal, ASC Jeanne d'Arc                                         |
| -   | Trung tâm Thể thao Quốc tế Moi ♦                    | 60.000   | Kenya                  | Nairobi                     | Đội tuyển bóng đá quốc gia Kenya                                                             |
| -   | Sân vận động Quốc gia Morodok Techo ♦               | 60.000   | Campuchia              | Phnôm Pênh                  | Đội tuyển bóng đá quốc gia Campuchia                                                         |
| -   | Sân vận động Jatidiri                               | 60.000   | Indonesia              | Semarang                    | PSIS Semarang                                                                                |
| -   | Sân vận động Odi                                    | 60.000   | Nam Phi                | Mabopane                    | Garankuwa United F.C.                                                                        |
| -   | Sân vận động Olembe ♦                               | 60.000   | Cameroon               | Yaoundé                     | Đội tuyển bóng đá quốc gia Cameroon                                                          |
| -   | Sân vận động Trung tâm Thể thao Olympic Thẩm Dương  | 60.000   | Trung Quốc             | Thẩm Dương                  | Changsha Ginde F.C.                                                                          |
| -   | Sân vận động Optus                                  | 60.000   | Úc                     | Perth                       | Perth Glory FC                                                                               |
| 108 | Sân vận động tượng đài Isidro Romero Carbo ♦        | 59.283   | Ecuador                | Guayaquil                   | Barcelona Sporting Club                                                                      |
| 109 | Sân vận động Groupama                               | 59.186   | Pháp                   | Décines-Charpieu            | Olympique Lyonnais                                                                           |
| 110 | Trung tâm Thể thao Olympic Trùng Khánh              | 58.680   | Trung Quốc             | Trùng Khánh                 | Chongqing Lifan F.C.                                                                         |
| 111 | PGE Narodowy ♦                                      | 58.580   | Ba Lan                 | Warszawa                    | Đội tuyển bóng đá quốc gia Ba Lan                                                            |
| 112 | Sân vận động San Nicola                             | 58.270   | Ý                      | Bari                        | A.S. Bari                                                                                    |
| 113 | Mineirão                                            | 58.170   | Brasil                 | Belo Horizonte              | Đội tuyển bóng đá quốc gia Brasil, CA Mineiro, Cruzeiro EC                                   |
| 114 | Sân vận động La Cartuja                             | 57.619   | Tây Ban Nha            | Sevilla                     | Đội tuyển bóng đá quốc gia Tây Ban Nha                                                       |
| 115 | Volksparkstadion                                    | 57.030   | Đức                    | Hamburg                     | Hamburger SV                                                                                 |
| 116 | Sân vận động Mario Alberto Kempes                   | 57.000   | Argentina              | Córdoba                     | Talleres de Córdoba, nhiều trận đấu của Belgrano de Córdoba.                                 |
| 117 | Sân vận động 19 tháng 5                             | 56.000   | Algérie                | Annaba                      | USM Annaba                                                                                   |
| 118 | Sân vận động Thượng Hải                             | 56.842   | Trung Quốc             | Thượng Hải                  | Shanghai SIPG F.C.                                                                           |
| 119 | Sân vận động Trung tâm Thể thao Olympic Tế Nam      | 56.808   | Trung Quốc             | Tế Nam                      | Shandong Luneng Taishan                                                                      |
| 120 | Sân vận động Jalisco                                | 56.713   | México                 | Guadalajara                 | Atlas                                                                                        |
| 121 | Sân vận động Commonwealth                           | 56.302   | Canada                 | Edmonton                    | Đội tuyển bóng đá quốc gia Canada và Đội tuyển bóng đá nữ quốc gia Canada                    |
| 122 | Sân vận động Olímpic Lluís Companys                 | 55.926   | Tây Ban Nha            | Barcelona                   | FC Penger                                                                                    |
| 123 | Sân vận động Nhân dân Đại Liên                      | 55.843   | Trung Quốc             | Đại Liên                    | Dalian Shide F.C.                                                                            |
| 124 | Arena do Grêmio                                     | 55.662   | Brasil                 | Porto Alegre                | Grêmio FBPA                                                                                  |
| 125 | Arena Națională ♦                                   | 55.634   | România                | Bucharest                   | Đội tuyển bóng đá quốc gia România                                                           |
| 126 | Sân vận động Rajko Mitić ♦                          | 55.538   | Serbia                 | Beograd                     | Sao Đỏ Belgrade, Đội tuyển bóng đá quốc gia Serbia                                           |
| 127 | Sân vận động Śląski                                 | 55.211   | Ba Lan                 | Chorzów                     | Đội tuyển bóng đá quốc gia Ba Lan, Ruch Chorzów                                              |
| 128 | Sân vận động Etihad                                 | 55.097   | Anh                    | Manchester                  | Manchester City F.C.                                                                         |
| 129 | Sân vận động Mestalla                               | 55.000   | Tây Ban Nha            | Valencia                    | Valencia CF                                                                                  |
| -   | Sân vận động Quốc gia Singapore ♦                   | 55.000   | Singapore              | Singapore                   | Đội tuyển bóng đá quốc gia Singapore                                                         |
| -   | Sân vận động Quốc gia Cao Hùng ♦                    | 55.000   | Đài Loan               | Cao Hùng                    | Đội tuyển bóng đá quốc gia Đài Bắc Trung Hoa                                                 |
| -   | Sân vận động Hạ Long                                | 55.000   | Trung Quốc             | Trường Sa                   | Changsha Ginde F.C.                                                                          |
| -   | Sân vận động Cape Town                              | 55.000   | Nam Phi                | Cape Town                   | Ajax Cape Town F.C.                                                                          |
| -   | Sân vận động Gelora Bung Tomo                       | 55.000   | Indonesia              | Surabaya                    | Persebaya Surabaya                                                                           |
| -   | Sân vận động Plovdiv ♦                              | 55.000   | Bulgaria               | Plovdiv                     |                                                                                              |
| 136 | Johan Cruyff Arena ♦                                | 54.990   | Hà Lan                 | Amsterdam                   | AFC Ajax                                                                                     |
| 137 | Sân vận động Vicente Calderón                       | 54.907   | Tây Ban Nha            | Madrid                      | Atlético Madrid                                                                              |
| 138 | Sân vận động Thiên Hà                               | 54.856   | Trung Quốc             | Quảng Châu                  |                                                                                              |
| 139 | Sân vận động Trung tâm Olympic Thiên Tân            | 54.696   | Trung Quốc             | Thiên Tân                   | Tianjin Teda                                                                                 |
| 140 | Esprit Arena                                        | 54.600   | Đức                    | Düsseldorf                  | Fortuna Düsseldorf                                                                           |
| 141 | Boris Paichadze Dinamo Arena ♦                      | 54.549   | Gruzia                 | Tbilisi                     | Đội tuyển bóng đá quốc gia Gruzia, FC Dinamo Tbilisi                                         |
| 142 | Sân vận động Trung tâm Thể thao Vũ Hán              | 54.357   | Trung Quốc             | Vũ Hán                      | Wuhan Optics Valley F.C.                                                                     |
| 143 | Sân vận động BC Place                               | 54.320   | Canada                 | Vancouver                   | Vancouver Whitecaps FC                                                                       |
| 144 | Sân vận động Hrazdan ♦                              | 54.208   | Armenia                | Yerevan                     | FC Ararat Yerevan, Ulisses F.C.                                                              |
| 145 | Anfield                                             | 54.167   | Anh                    | Liverpool                   | Liverpool F.C.                                                                               |
| 146 | Sân vận động Serra Dourada                          | 54.084   | Brasil                 | Goiânia                     | Đội tuyển bóng đá quốc gia Brasil, Goiás EC, Vila Nova FC, Atlético CG, Goiânia EC           |
| 147 | Borussia-Park                                       | 54.057   | Đức                    | Mönchengladbach             | Borussia Mönchengladbach                                                                     |
| 148 | Sân vận động Moses Mabhida                          | 54.000   | Nam Phi                | Durban                      | AmaZulu FC                                                                                   |
| 149 | Sân vận động chính Asiad Busan                      | 53.864   | Hàn Quốc               | Busan                       | Busan IPark                                                                                  |
| 150 | Adelaide Oval                                       | 53.500   | Úc                     | Adelaide                    | Adelaide United FC                                                                           |
| 151 | Sân vận động Docklands                              | 53.359   | Úc                     | Melbourne                   | Đội tuyển bóng đá quốc gia Úc, Melbourne Victory FC                                          |
| 152 | Sân vận động Parque do Sabiá                        | 53.350   | Brasil                 | Uberlândia                  | Uberlânia EC                                                                                 |
| 153 | Sân vận động San Mamés                              | 53.332   | Tây Ban Nha            | Bilbao                      | Athletic Bilbao                                                                              |
| 154 | Sân vận động thành phố La Plata                     | 53.000   | Argentina              | La Plata                    | Estudiantes de La Plata, Club de Gimnasia y Esgrima La Plata                                 |
| -   | Sân vận động Semple                                 | 53.000   | Cộng hòa Ireland       | Thurles                     | Tipperary Galic Association                                                                  |
| -   | Sân vận động Thành phố Kozhikode                    | 53.000   | Ấn Độ                  | Kozhikode                   | Đội tuyển bóng đá quốc gia Ấn Độ, Viva Kerala FC, Gokulam Kerala FC                          |
| 157 | Trung tâm Thể thao Hoàng Long                       | 52.672   | Trung Quốc             | Hàng Châu                   | Hangzhou Nabel Greentown F.C.                                                                |
| 158 | Sân vận động Türk Telekom                           | 52.652   | Thổ Nhĩ Kỳ             | Istanbul                    | Galatasaray S.K.                                                                             |
| 159 | Sân vận động Suncorp                                | 52.500   | Úc                     | Brisbane                    | Brisbane Roar FC                                                                             |
| 160 | St James' Park                                      | 52.405   | Anh                    | Newcastle upon Tyne         | Newcastle United FC                                                                          |
| 161 | Sân vận động Palmaseca ♦                            | 52.000   | Colombia               | Cali                        | Deportivo Cali                                                                               |
| -   | Sân vận động Hoàng tử Moulay Abdellah               | 52.000   | Maroc                  | Rabat                       | Đội tuyển bóng đá quốc gia Maroc                                                             |
| -   | Sân vận động Kings Park                             | 52.000   | Nam Phi                | Durban                      | Lamontville Golden Arrows F.C.                                                               |
| 164 | Sân vận động Newlands                               | 51.900   | Nam Phi                | Cape Town                   |                                                                                              |
| 165 | Hampden Park                                        | 51.866   | Scotland               | Glasgow                     | Đội tuyển bóng đá quốc gia Scotland, Queen's Park F.C.                                       |
| 166 | Sân vận động tượng đài Maturín ♦                    | 51.796   | Venezuela              | Maturín                     | Monagas Sport Club                                                                           |
| 167 | Sân vận động Loftus Versfeld                        | 51.762   | Nam Phi                | Pretoria                    | Supersport United F.C.                                                                       |
| 168 | Sân vận động Aviva ♦                                | 51.700   | Cộng hòa Ireland       | Dublin                      | Đội tuyển bóng đá quốc gia Cộng hòa Ireland                                                  |
| 169 | Trung tâm Thể thao Olympic Quý Dương                | 51.638   | CHN                    | Quý Dương                   | Guizhou Hengfeng Zhicheng F.C.                                                               |
| 170 | Sân vận động Thành phố Hohhot                       | 51.632   | CHN                    | Hohhot                      |                                                                                              |
| 171 | Donbass Arena                                       | 51.504   | Ukraine                | Donetsk                     |                                                                                              |
| 172 | Commerzbank-Arena                                   | 51.500   | GER                    | Frankfurt                   | Eintracht Frankfurt                                                                          |
| 173 | Estadio Presidente Juan Domingo Perón               | 51,389   | ARG                    | Avellaneda                  | Racing Club de Avellaneda                                                                    |
| 174 | Sân vận động Beira-Rio                              | 51.300   | BRA                    | Porto Alegre                | SC Internacional                                                                             |
| 175 | İzmir Atatürk Stadium                               | 51,295   | Turkey                 | İzmir                       | Altay S.K., Göztepe A.Ş.                                                                     |
| 176 | Sân vận động Feijenoord                             | 51.117   | Netherlands            | Rotterdam                   | Feyenoord                                                                                    |
| 177 | Sân vận động BBVA Bancomer                          | 51.000   | Mexico                 | Monterrey                   | C.F. Monterrey                                                                               |
| -   | Ghadir Stadium                                      | 51,000   | Iran                   | Ahvaz                       | Foolad F.C.                                                                                  |
| 179 | Sân vận động Ibrox                                  | 50.817   | Scotland               | Glasgow                     | Rangers F.C.                                                                                 |
| 180 | Sân vận động Shizuoka                               | 50.889   | JPN                    | Fukuroi                     | Júbilo Iwata, Shimizu S-Pulse                                                                |
| 181 | Sân vận động Ernst Happel ♦                         | 50.865   | Áo                     | Viên                        | Đội tuyển bóng đá quốc gia Áo                                                                |
| 182 | Estadio Cuauhtémoc                                  | 50,754   | MEX                    | Puebla                      | Puebla F.C.                                                                                  |
| 183 | Friends Arena ♦                                     | 50.653   | Thụy Điển              | Solna                       | Đội tuyển bóng đá quốc gia Thụy Điển, AIK Fotboll                                            |
| 184 | Sân vận động Şükrü Saracoğlu                        | 50.509   | Turkey                 | Istanbul                    | Fenerbahçe S.K.                                                                              |
| 185 | Sân vận động Stanford                               | 50.424   | USA                    | Palo Alto, California       |                                                                                              |
| 186 | Sân vận động Pierre-Mauroy                          | 50.186   | FRA                    | Villeneuve-d'Ascq           | Lille OSC                                                                                    |
| 187 | Sân vận động Nhà vua Baudouin ♦                     | 50.122   | Bỉ                     | Brussels                    | Đội tuyển bóng đá quốc gia Bỉ                                                                |
| 188 | Sân vận động tỉnh Thiểm Tây                         | 50.100   | CHN                    | Tây An                      | Shaanxi Zhongjian Chanba F.C.                                                                |
| -   | Sân vận động Ajinomoto                              | 50.100   | JPN                    | Chofu                       | F.C. Tokyo, Tokyo Verdy                                                                      |
| 190 | Sân vận động José Alvalade                          | 50.095   | Portugal               | Lisbon                      | Sporting CP                                                                                  |
| 191 | Estádio Serra Dourada                               | 50,049   | BRA                    | Goiânia                     | Goiás Esporte Clube, Vila Nova, Atlético Goianiense                                          |
| 192 | Sân vận động Dragão                                 | 50.033   | Bồ Đào Nha             | Porto                       | F.C. Porto                                                                                   |
| 193 | Sân vận động RheinEnergie                           | 50.000   | Đức                    | Köln                        | 1. FC Köln                                                                                   |
| -   | Harbin Sports City Center Stadium                   | 50,000   | CHN                    | Harbin                      | Harbin Yiteng                                                                                |
| -   | Greenfield Stadium                                  | 50,000   | India                  | Trivandrum                  |                                                                                              |
| -   | Eden Park ♦                                         | 50.000   | New Zealand            | Auckland                    |                                                                                              |
| -   | Sân vận động 11 tháng 11 ♦                          | 50.000   | Angola                 | Luanda                      | Đội tuyển bóng đá quốc gia Angola, Primeiro de Agosto, Petro Luanda                          |
| -   | Henan Provincial Stadium                            | 50,000   | CHN                    | Zhengzhou                   |                                                                                              |
| -   | Jiangxi Olympic Sports Center                       | 50,000   | CHN                    | Nanchang                    |                                                                                              |
| -   | Sân vận động Max Morlock                            | 50.000   | GER                    | Nuremberg                   | 1. FC Nürnberg                                                                               |
| -   | Sân vận động 11 tháng 6 ♦                           | 50.000   | Libya                  | Tripoli                     | Đội tuyển bóng đá quốc gia Libya, Al-Ahly Tripoli, Al-Ittihad Tripoli, Almadina S.C.         |
| -   | Trung tâm Thể thao Tân Cương                        | 50.000   | CHN                    | Urumqi                      |                                                                                              |
| -   | Sân vận động Kim Nhật Thành                         | 50.000   | PRK                    | Bình Nhưỡng                 | Pyongyang City Sports Club                                                                   |
| -   | Hiroshima Big Arch                                  | 50.000   | JPN                    | Hiroshima                   | Sanfrecce Hiroshima                                                                          |
| -   | Pars Shiraz Stadium                                 | 50,000   | Iran                   | Shiraz                      | Fajr Sepasi Shiraz F.C.                                                                      |
| -   | Jilin People's Stadium                              | 50,000   | CHN                    | Jilin City                  |                                                                                              |
| -   | Sân vận động Olympic Phnôm Pênh                     | 50.000   | Campuchia              | Phnôm Pênh                  | Đội tuyển bóng đá quốc gia Campuchia, Khemara Keila FC, Boeung Ket Angkor FC                 |
| -   | Sân vận động 26 tháng 3 ♦                           | 50.000   | Mali                   | Bamako                      | Stade Malien                                                                                 |
| -   | Sân vận động Olympic Diamniadio                     | 50.000   | Sénégal                | Dakar                       | Đội tuyển bóng đá quốc gia Sénégal                                                           |
| -   | Sân vận động Sultan Mizan Zainal Abidin             | 50.000   | Malaysia               | Kuala Terengganu            | Terengganu FA                                                                                |
| 211 | Sân vận động Akron                                  | 49.850   | MEX                    | Guadalajara                 | C.D. Guadalajara                                                                             |
| 212 | Sân vận động Levy Mwanawasa                         | 49.800   | Zambia                 | Lusaka                      | Zesco United                                                                                 |
| 213 | Sân vận động Fritz Walter                           | 49.780   | GER                    | Kaiserslautern              | 1. FC Kaiserslautern                                                                         |
| 214 | Sân vận động Rajamangala ♦                          | 49.722   | Thái Lan               | Bangkok                     | Đội tuyển bóng đá quốc gia Thái Lan                                                          |
| 215 | Sân vận động José Amalfitani                        | 49.540   | ARG                    | Buenos Aires                | CA Vélez Sársfield                                                                           |
| 216 | Sân vận động Thành phố Thể thao Camille Chamoun ♦   | 49.500   | Liban                  | Beirut                      | Đội tuyển bóng đá quốc gia Liban                                                             |
| 217 | Arena Corinthians                                   | 49.205   | BRA                    | São Paulo                   | Corinthians                                                                                  |
| 218 | Sân vận động Miyagi                                 | 49.133   | JPN                    | Rifu                        | Vegalta Sendai                                                                               |
| 219 | Sân vận động Incheon Munhak                         | 49.084   | KOR                    | Incheon                     |                                                                                              |
| 220 | Sân vận động Alberto J. Armando (La Bombonera)      | 49.000   | ARG                    | Buenos Aires                | CA Boca Juniors                                                                              |
| -   | HDI-Arena                                           | 49.000   | GER                    | Hanover                     | Hannover 96                                                                                  |
| 222 | Sân vận động Công viên các Hoàng tử                 | 48.712   | FRA                    | Paris                       | Paris Saint-Germain F.C.                                                                     |
| 223 | Stadium of Light                                    | 48,707   | ENG                    | Sunderland                  | Sunderland A.F.C.                                                                            |
| 224 | Sân vận động Quốc gia Chile ♦                       | 48.665   | Chile                  | Santiago                    | Đội tuyển bóng đá quốc gia Chile, CF Universidad de Chile                                    |
| 225 | Sân vận động Nelson Mandela Bay                     | 48.459   | South Africa           | Port Elizabeth              | Chippa United F.C.                                                                           |
| 226 | Estadio Tomás Adolfo Ducó                           | 48,314   | ARG                    | Buenos Aires                | CA Huracán                                                                                   |
| 227 | Sân vận động Thể thao Jinnah ♦                      | 48.200   | Pakistan               | Islamabad                   | Pakistan national football team                                                              |
| 228 | Estadio Libertadores de América                     | 48,069   | ARG                    | Avellaneda                  | Club Atlético Independiente                                                                  |
| 229 | Sân vận động Free State                             | 48.000   | South Africa           | Bloemfontein                | Bloemfontein Celtic                                                                          |
| 230 | Sân vận động Nagai                                  | 47.816   | JPN                    | Osaka                       | Cerezo Osaka                                                                                 |
| 231 | Trung tâm Rogers                                    | 47.568   | Canada                 | Toronto                     | Toronto FC                                                                                   |
| 232 | Estadio Monumental David Arellano                   | 47,347   | Chile                  | Santiago                    | Colo-Colo                                                                                    |
| 233 | Sân vận động Artemio Franchi                        | 47.282   | ITA                    | Florence                    | ACF Fiorentina                                                                               |
| 234 | Estadio Ciudad de Lanús – Néstor Díaz Pérez         | 47,027   | ARG                    | Lanús                       | CA Lanús                                                                                     |
| 235 | Sân vận động đô thị Roberto Meléndez                | 46.788   | Colombia               | Barranquilla                | Đội tuyển bóng đá quốc gia Colombia, Atlético Junior                                         |
| 236 | Sân vận động Olympic João Havelange                 | 46.931   | BRA                    | Rio de Janeiro              | Botafogo FR                                                                                  |
| 237 | Khu liên hợp thể thao Atanasio Girardot             | 45.739   | Colombia               | Medellín                    | Atlético Nacional, Independiente Medellín                                                    |
| 238 | Sân vận động Tưởng niệm Robert F. Kennedy           | 45.596   | USA                    | Washington, D.C.            | D.C. United                                                                                  |
| 239 | Sân vận động Quốc gia Peru                          | 45.574   | Peru                   | Lima                        | Đội tuyển bóng đá quốc gia Peru                                                              |
| 240 | Sân vận động Ramón Sánchez Pizjuán                  | 45.500   | ESP                    | Seville                     | Sevilla FC                                                                                   |
| 241 | Sân vận động Adrar                                  | 45.480   | Morocco                | Agadir                      | Hassania Agadir                                                                              |
| 242 | Otkrytiye Arena                                     | 45.360   | Russia                 | Moskva                      | Spartak Moskva                                                                               |
| 243 | Sân vận động Marrakech                              | 45.240   | Morocco                | Marrakesh                   | Kawkab Marrakech                                                                             |
| 244 | Sân vận động Quốc gia Mandela ♦                     | 45.202   | Uganda                 | Kampala                     | Đội tuyển bóng đá quốc gia Uganda                                                            |
| 245 | Kazan Arena                                         | 45.105   | RUS                    | Kazan                       | Rubin Kazan                                                                                  |
| 246 | Estádio Olímpico do Pará                            | 45,007   | BRA                    | Belém                       | Brazil national football team, Paysandu SC, Clube do Remo, Tuna Luso Brasileira, SC Belem    |
| 247 | Estadio General Pablo Rojas                         | 45,000   | Paraguay               | Asunción                    | Club Cerro Porteño                                                                           |
| -   | February 24 Stadium                                 | 45,000   | Algeria                | Sidi Bel Abbès              | USM Bel-Abbès                                                                                |
| -   | Sân vận động Mohamed V ♦                            | 45.000   | Morocco                | Casablanca                  | Wydad Casablanca, Raja Casablanca                                                            |
| -   | Latakia Sports City Stadium                         | 45,000   | Syria                  | Latakia                     |                                                                                              |
| -   | Zibo Sports Center Stadium                          | 45,000   | CHN                    | Zibo                        |                                                                                              |
| -   | Weifang Sports Center Stadium                       | 45,000   | CHN                    | Weifang                     |                                                                                              |
| -   | Yantai Sports Park Stadium                          | 45,000   | CHN                    | Yantai                      |                                                                                              |
| -   | Grand Stade de Tanger                               | 45,000   | Morocco                | Tangier                     | IR Tanger                                                                                    |
| -   | Tuanku Abdul Rahman Stadium                         | 45,000   | Malaysia               | Seremban                    | ATM FA, Negeri Sembilan                                                                      |
| -   | Kobe Universiade Memorial Stadium                   | 45,000   | JPN                    | Kobe                        | Vissel Kobe                                                                                  |
| -   | Estádio da Machava ♦                                | 45,000   | Mozambique             | Maputo                      | Mozambique national football team                                                            |
| -   | Fes Stadium                                         | 45,000   | Morocco                | Fes                         | Wydad de Fès, Maghreb de Fès                                                                 |
| -   | Harapan Bangsa Stadium                              | 45,000   | IDN                    | Banda Aceh                  | Aceh United                                                                                  |
| -   | Sân vận động Quốc gia Lagos                         | 45.000   | Nigeria                | Lagos                       | Đội tuyển bóng đá quốc gia Nigeria                                                           |
| -   | Egyptian Army Stadium                               | 45,000   | Egypt                  | Suez                        |                                                                                              |
| -   | fooladshahr                                         | 40,000   | Iran                   | Isfahan                     | Zob ahan                                                                                     |
| -   | Sân vận động El Menzah                              | 45.000   | Tunisia                | Tunis                       | ES Tunis, Club Africain                                                                      |
| -   | Sân vận động Tinsulanon                             | 45.000   | Thailand               | Songkhla                    | Songkhla United                                                                              |
| -   | Sân vận động Toyota                                 | 45.000   | JPN                    | Toyota City                 | Nagoya Grampus Eight                                                                         |
| -   | Sân vận động Thành phố Thể thao Zayed               | 45.000   | UAE                    | Abu Dhabi                   |                                                                                              |
| 267 | Stadion Wrocław                                     | 44,416   | Poland                 | Wrocław                     | Śląsk Wrocław                                                                                |
| 269 | Red Bull Arena                                      | 44.345   | GER                    | Leipzig                     | RB Leipzig                                                                                   |
| 270 | Itaipava Arena Pernambuco                           | 44.300   | BRA                    | Recife                      | Náutico                                                                                      |
| 271 | Estádio Governador Alberto Tavares Silva (Albertão) | 44,200   | BRA                    | Teresina                    | River AC, EC Flamengo, Piauí EC, SE Tiradentes, Auto EC                                      |
| 272 | Sân vận động bóng đá Ulsan Munsu                    | 44.102   | KOR                    | Ulsan                       | Ulsan Hyundai                                                                                |
| 273 | Sân vận động World Cup Suwon                        | 43.959   | KOR                    | Suwon                       | Suwon Samsung Bluewings                                                                      |
| 274 | Riau Main Stadium                                   | 43,923   | IDN                    | Pekanbaru                   |                                                                                              |
| 275 | Shandong Provincial Stadium                         | 43,700   | CHN                    | Jinan                       | Shandong Luneng Taishan F.C.                                                                 |
| 276 | Sân vận động Energa Gdańsk                          | 43.615   | Poland                 | Gdańsk                      | Lechia Gdańsk                                                                                |
| 277 | Allianz Parque                                      | 43.600   | BRA                    | São Paulo                   | SE Palmeiras                                                                                 |
| 278 | Estadio Pedro Bidegain                              | 43,494   | ARG                    | Buenos Aires                | CA San Lorenzo de Almagro                                                                    |
| 279 | INEA Stadion                                        | 43,269   | Poland                 | Poznań                      | Lech Poznań, Warta Poznań                                                                    |
| 280 | Sân vận động Quốc gia Vasil Levski                  | 43.230   | Bulgaria               | Sofia                       | Đội tuyển bóng đá quốc gia Bulgaria                                                          |
| 281 | Stade de Gerland                                    | 43,051   | FRA                    | Lyon                        | Lyon OU                                                                                      |
| 282 | Estadio Universidad San Marcos                      | 43,000   | Peru                   | Lima                        | Deportivo Universidad San Marcos                                                             |
| 283 | Sân vận động Nya Ullevi                             | 43.000   | Sweden                 | Gothenburg                  | Sweden women's national football team                                                        |
| 284 | Estadio General Santander                           | 42,901   | Colombia               | Cúcuta                      | Cúcuta Deportivo                                                                             |
| 285 | Villa Park                                          | 42.682   | ENG                    | Birmingham                  | Aston Villa F.C.                                                                             |
| 286 | Perak Stadium                                       | 42,500   | Malaysia               | Perak                       | Perak FA                                                                                     |
| 287 | Sân vận động World Cup Jeonju                       | 42.477   | KOR                    | Jeonju                      | Jeonbuk Hyundai Motors FC                                                                    |
| 288 | Kanjuruhan Stadium                                  | 42,449   | IDN                    | Malang                      | Arema F.C.                                                                                   |
| 289 | Weserstadion                                        | 42.358   | GER                    | Bremen                      | SV Werder Bremen                                                                             |
| 290 | Sân vận động Denka Big Swan                         | 42.300   | JPN                    | Niigata                     | Albirex Niigata                                                                              |
| 291 | Sân vận động Đô thị Mérida                          | 42.200   | Venezuela              | Mérida                      | Estudiantes de Mérida                                                                        |
| 292 | Sân vận động World Cup Daejeon                      | 42.176   | KOR                    | Daejeon                     | Daejeon Citizen                                                                              |
| 293 | Matmut Atlantique                                   | 42.115   | FRA                    | Bordeaux                    | FC Girondins de Bordeaux                                                                     |
| 294 | Sân vận động Olympic Helsinki ♦                     | 42.062   | Phần Lan               | Helsinki                    | Đội tuyển bóng đá quốc gia Phần Lan                                                          |
| 295 | Estadio Inca Garcilaso de la Vega                   | 42,056   | Peru                   | Cusco                       | CS Cienciano                                                                                 |
| 296 | Sân vận động Batakan                                | 42.000   | IDN                    | Balikpapan                  | Persiba Balikpapan                                                                           |
| -   | Estadio Modelo Alberto Spencer                      | 42,000   | Ecuador                | Guayaquil                   | Club Sport Patria, Club Deportivo Everest, Panamá Sporting Club, Rocafuerte Fútbol Club      |
| -   | Sân vận động Zimpeto                                | 42.000   | Mozambique             | Maputo                      | Đội tuyển bóng đá quốc gia Mozambique                                                        |
| -   | Trung tâm Thể thao Thành Đô                         | 42.000   | CHN                    | Thành Đô                    | Chengdu Blades F.C.                                                                          |
| -   | Sân vận động Royal Bafokeng                         | 42.000   | South Africa           | Phokeng                     | Platinum Stars F.C.                                                                          |
| -   | Estadio Universitario                               | 42,000   | MEX                    | San Nicolás de los Garza    | Tigres de la UANL                                                                            |
| -   | Estadio Brigadier General Estanislao López          | 42,000   | ARG                    | Santa Fe                    | Club Atlético Colón                                                                          |
| -   | Estadio Marcelo Bielsa                              | 42,000   | ARG                    | Rosario                     | Newell's Old Boys                                                                            |
| 304 | Sân vận động Geoffroy-Guichard                      | 41.965   | FRA                    | Saint-Étienne               | AS Saint-Étienne                                                                             |
| 305 | Vodafone Park                                       | 41.903   | Turkey                 | Istanbul                    | Beşiktaş J.K.                                                                                |
| 306 | Sân vận động Peter Mokaba                           | 41.733   | South Africa           | Polokwane                   | Polokwane City F.C.                                                                          |
| 307 | Estadio Gigante de Arroyito                         | 41,654   | ARG                    | Rosario                     | Rosario Central                                                                              |
| 308 | Polideportivo Cachamay                              | 41.600   | Venezuela              | Ciudad Guayana              | Atlético Club Mineros de Guayana, AC Minervén FC                                             |
| 309 | Estadio de Liga Deportiva Universitaria             | 41,596   | Ecuador                | Quito                       | LDU                                                                                          |
| 310 | Sân vận động Allianz                                | 41.507   | ITA                    | Torino                      | Juventus F.C.                                                                                |
| 311 | Sapporo Dome                                        | 41.484   | JPN                    | Sapporo                     | Consadole Sapporo                                                                            |
| 312 | Stamford Bridge                                     | 41.663   | Anh                    | Luân Đôn                    | Chelsea F.C.                                                                                 |
| 313 | Sân vận động Goyang                                 | 41.311   | KOR                    | Goyang                      | Goyang Zaicro FC                                                                             |
| 314 | Sân vận động Hernando Siles ♦                       | 41.143   | Bolivia                | La Paz                      | La Paz F.C., Club Bolívar, The Strongest                                                     |
| 315 | Arena Pantanal                                      | 41.112   | BRA                    | Cuiabá                      | Cuiabá, Mixto EC                                                                             |
| 316 | Arena da Amazônia                                   | 41.000   | BRA                    | Manaus                      | Nacional FC                                                                                  |
| 317 | Sân vận động Mbombela                               | 40.929   | South Africa           | Nelspruit                   |                                                                                              |
| 318 | Sân vận động José Pachencho Romero                  | 40.800   | Venezuela              | Maracaibo                   | Unión Atlético Maracaibo                                                                     |
| 319 | Sân vận động bóng đá Kashima                        | 40.728   | JPN                    | Kashima                     | Kashima Antlers                                                                              |
| 320 | Sân vận động Baba Yara ♦                            | 40.528   | Ghana                  | Kumasi                      | Asante Kotoko F.C., King Faisal Babes                                                        |
| 321 | Estadi Cornellà-El Prat                             | 40,500   | ESP                    | Barcelona                   | RCD Espanyol                                                                                 |
| 322 | Estadio Metropolitano de Fútbol de Lara             | 40,312   | Venezuela              | Barquisimeto                | Unión Lara                                                                                   |
| 323 | Sân vận động Malvinas Argentinas                    | 40.268   | ARG                    | Mendoza                     | Godoy Cruz Antonio Tomba                                                                     |
| 324 | Sân vận động World Cup Gwangju                      | 40.245   | KOR                    | Gwangju                     | Gwangju FC                                                                                   |
| 325 | Estadio Virgen de Chapi                             | 40,217   | Peru                   | Arequipa                    | FBC Melgar, Club IDUNSA                                                                      |
| 326 | Pacaembu Stadium                                    | 40,199   | BRA                    | São Paulo                   |                                                                                              |
| 327 | Sân vận động Quốc gia Mỹ Đình ♦                     | 40.192   | Việt Nam               | Hà Nội                      | Đội tuyển bóng đá quốc gia Việt Nam                                                          |
| 328 | Goodison Park                                       | 40.157   | ENG                    | Liverpool                   | Everton FC                                                                                   |
| 329 | Castelão                                            | 40,100   | BRA                    | São Luís                    | Sampaio Corrêa FC, Moto Club SL, Maranhão AC                                                 |
| 330 | Estadio Campeón del Siglo                           | 40,005   | Uruguay                | Montevideo                  | Club Atlético Peñarol                                                                        |
| 331 | Khu liên hợp thể thao Oblast Metalist               | 40.003   | Ukraine                | Kharkiv                     | FC Metalist Kharkiv, FC Shakhtar Donetsk                                                     |
| 332 | Sân vận động Al-Shaab                               | 40.000   | Iraq                   | Baghdad                     | Baghdad Derbies                                                                              |
| -   | Sân vận động Jalak Harupat Soreang                  | 40.000   | IDN                    | Bandung                     | Persib Bandung, Persikab Bandung                                                             |
| -   | Ahmed Zabana Stadium                                | 40,000   | Algeria                | Oran                        | MC Oran                                                                                      |
| -   | Mohamed Hamlaoui Stadium                            | 40,000   | Algeria                | Constantine                 | CS Constantine                                                                               |
| -   | Sân vận động Kapten I Wayan Dipta                   | 40.000   | IDN                    | Gianyar                     | Bali United F.C.                                                                             |
| -   | Sân vận động Olympic Fisht                          | 40.000   | Russia                 | Sochi                       |                                                                                              |
| -   | Rentschler Field                                    | 40.000   | USA                    | East Hartford, Connecticut  | USA National men's and women's teams                                                         |
| -   | Sân vận động Nippert                                | 40.000   | USA                    | Cincinnati, Ohio            | FC Cincinnati                                                                                |
| -   | March 28 Stadium                                    | 40,000   | Libya                  | Benghazi                    | Al-Ahly Benghazi S.C., Al-Nasr Benghazi, Attahaddy Benghazi S.C.                             |
| -   | Estádio José Américo de Almeida Filho (Almeidão)    | 40,000   | BRA                    | João Pessoa                 | Botafogo FC, Auto Esporte Clube                                                              |
| -   | Jawaharlal Nehru Stadium                            | 40,000   | IND                    | Kochi                       | Kerala Blasters FC, Indian national football team                                            |
| -   | Sân vận động Hang Jebat                             | 40.000   | Malaysia               | Malacca                     | Melaka United                                                                                |
| -   | Sân vận động Hồng Kông ♦                            | 40.000   | Hong Kong              | So Kon Po                   | South China AA                                                                               |
| -   | Negeri Pulau Pinang Stadium                         | 40,000   | Malaysia               | Batu Kawan                  | Penang FA                                                                                    |
| -   | Sân vận động Thể thao Accra                         | 40.000   | Ghana                  | Accra                       | Accra Hearts of Oak SC, Great Olympics                                                       |
| -   | Sân vận động Sarawak                                | 40.000   | Malaysia               | Kuching                     | Sarawak FA                                                                                   |
| -   | Bogyoke Aung San Stadium ♦                          | 40,000   | Myanmar                | Yangon                      | Yangon United FC                                                                             |
| -   | Ōita Bank Dome                                      | 40.000   | JPN                    | Ōita                        | Ōita Trinita                                                                                 |
| -   | Darul Makmur Stadium                                | 40,000   | Malaysia               | Kuantan                     | Pahang FA                                                                                    |
| -   | Sân vận động Quốc tế Khalifa                        | 40.000   | Qatar                  | Doha                        | Đội tuyển bóng đá quốc gia Qatar                                                             |
| -   | Sân vận động Angondjé ♦                             | 40.000   | Gabon                  | Libreville                  | Đội tuyển bóng đá quốc gia Gabon                                                             |
| -   | Sân vận động bóng đá Nhân dân                       | 40.000   | Pakistan               | Karachi                     | Pakistan national football team, HBL FC                                                      |
| -   | JRD Tata Sports Complex                             | 40,000   | IND                    | Jamshedpur                  | Jamshedpur FC, Tata Football Academy                                                         |
| -   | Bao'an Stadium                                      | 40,000   | CHN                    | Shenzhen                    | Shenzhen Ruby                                                                                |
| -   | Kunming Tuodong Sports Center                       | 40,000   | CHN                    | Kunming                     | China national football team                                                                 |
| -   | Taizhou Sports Center                               | 40,000   | CHN                    | Taizhou                     |                                                                                              |
| -   | Wuhu Olympic Stadium                                | 40,000   | CHN                    | Wuhu                        |                                                                                              |
| -   | Huizhou Olympic Stadium                             | 40,000   | CHN                    | Huizhou                     |                                                                                              |
| -   | Sân vận động Dasarath Rangasala                     | 40.000   | Nepal                  | Kathmandu                   | Đội tuyển bóng đá quốc gia Nepal                                                             |
| -   | Sân vận động Gelora Sriwijaya                       | 40.000   | IDN                    | Palembang                   | Sriwijaya F.C.                                                                               |
| -   | Gajayana Stadium                                    | 40,000   | IDN                    | Malang                      | Arema Indonesia                                                                              |
| -   | Gelora Bandung Lautan Api Stadium                   | 40,000   | IDN                    | Bandung                     | Persib Bandung                                                                               |
| -   | Aji Imbut Stadium                                   | 40,000   | IDN                    | Tenggarong                  | Mitra Kukar                                                                                  |
| -   | Maguwoharjo Stadium                                 | 40,000   | IDN                    | Sleman                      | PSS Sleman                                                                                   |
| -   | Sultan Agung Stadium                                | 40,000   | IDN                    | Bantul                      | Persiba Bantul                                                                               |
| -   | Mandala Krida Stadium                               | 40,000   | IDN                    | Yogyakarta                  | PSIM Yogyakarta                                                                              |
| -   | Sân vận động Manahan                                | 40.000   | IDN                    | Surakarta                   | Persis Solo                                                                                  |